# Station Gannat
Station Gannat is een spoorwegstation in de Franse gemeente Gannat.

## Foto's

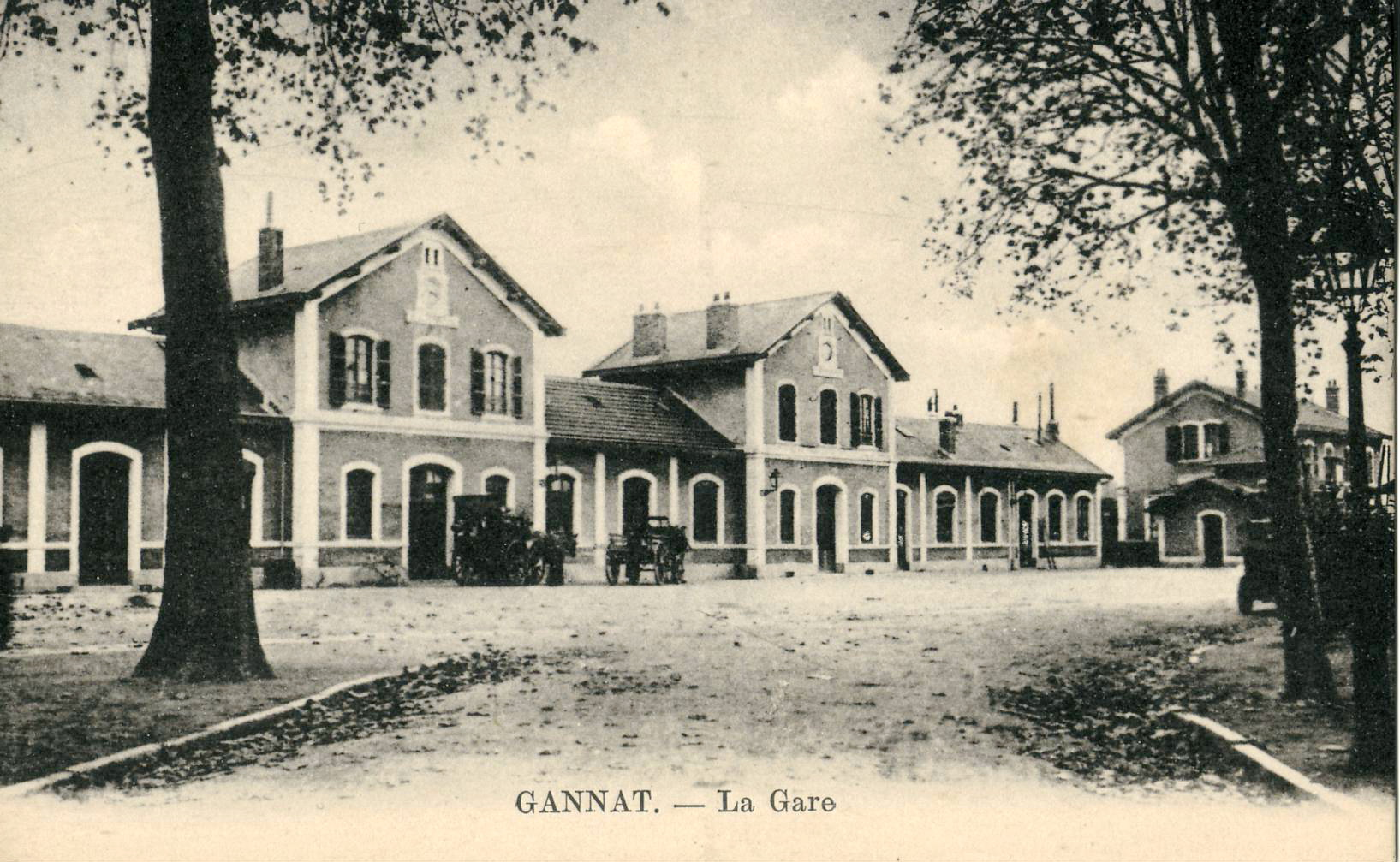